# Scary Bitches
Scary Bitches — британская дэт-рок-группа, основанная в 1999 году Алмой Геддон и Деадри Рансиид.

## История
Театральный дизайнер Дин Бланкелл (Dean Blunkell) создал костюмы для девушек, в значительной степени усовершенствовав их имидж вампирок-лесбиянок из открытого космоса. Ему удалось улучшить странное и порой шокирующее творчество группы, посвященное вампирам, оборотням, детям со странностями, некрофилии и каннибализму.
Creepy Crawlies стал их первым альбомом, записанным на студии Resurrection Records после успеха дебютного, самостоятельно выпущенного диска Lesbian Vampyres From Outer Space.
Их первым выступлением на Готик фестивале стало участие в Танце Вампиров (Dance of the Vampyres) в Морекамбе, после которого группа стала пользоваться большим успехом, как в Великобритании, так и в Европе, выступая на Gothic Weekend, Carnival of Souls, и Gotham в Британии, а также на фестивалях в Германии, Италии и Австрии.
Сингл «Lesbian Vampyres from Outer Space» поднялся на 4-е место в британском готик-чарте журнала Terrorizer. После этого в группе появилось ещё трое участниц, включая двух танцовщиц.

## Дискография
Группа издала 4 альбома:
- 1999: No Reflections (Demo)
- 2002: Lesbian Vampyres From Outer Space
- 2004: Creepy Crawlies
- 2009: The Island of the Damned